# El Ordial
El Ordial ist ein zentralspanischer Ort und eine Gemeinde (municipio) mit 36 Einwohnern (Stand: 2024) im westlichen Zentrum der Provinz Guadalajara in der Autonomen Gemeinschaft Kastilien-La Mancha. 

## Lage und Klima
El Ordial liegt in einer Höhe von ca. 1235 m in der Kulturlandschaft der Serranía. Die Entfernung zur südsüdwestlich gelegenen Provinzhauptstadt Guadalajara beträgt ca. 55 Kilometer (Fahrtstrecke). Das Klima ist gemäßigt bis warm; Regen (553 mm/Jahr) fällt übers Jahr verteilt.

## Bevölkerungsentwicklung
| Jahr      | 1970 | 1981 | 1991 | 2001 | 2011 | 2021 |
| Einwohner | 126  | 25   | 43   | 44   | 34   | 38   |

## Sehenswürdigkeiten

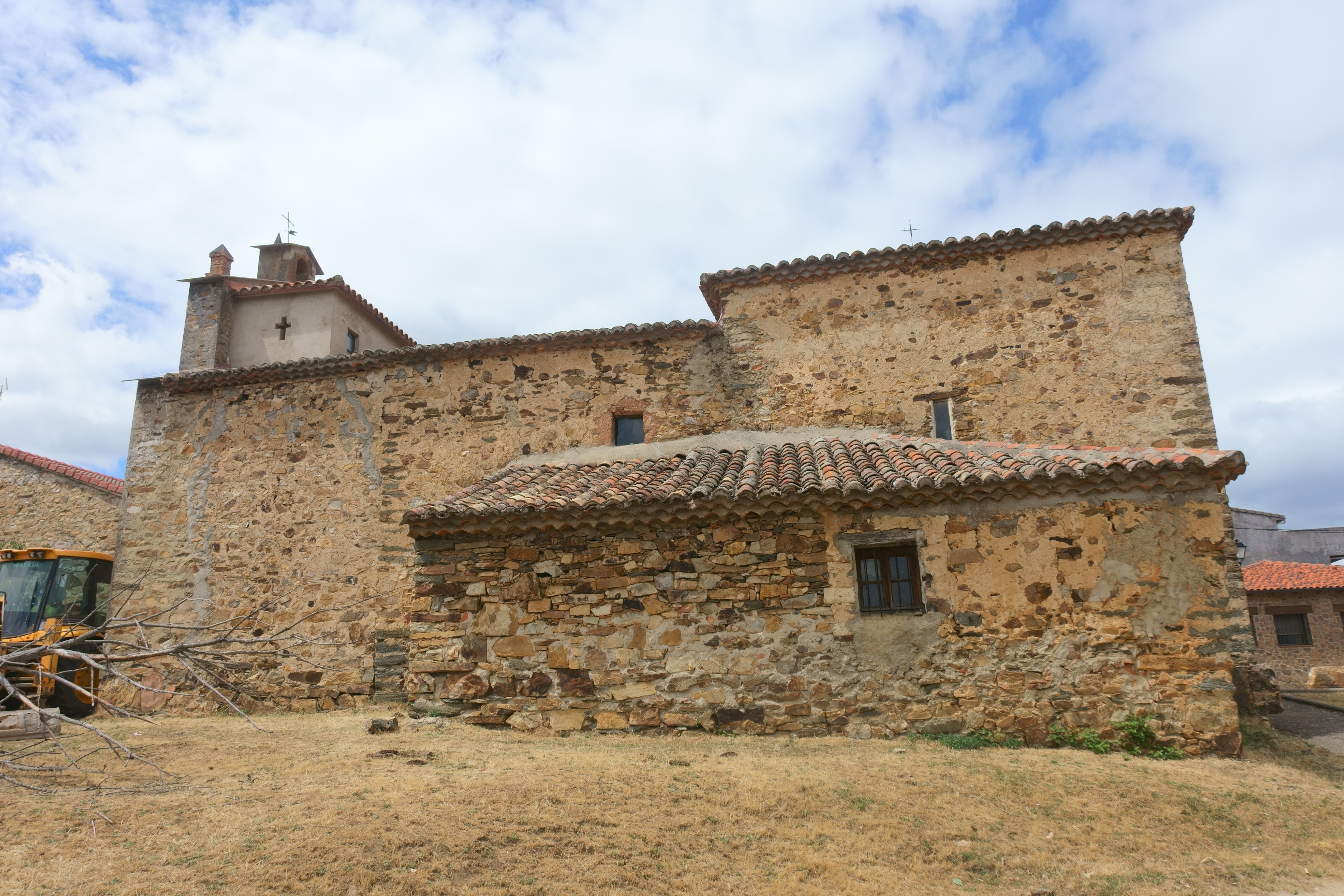
Sebastianuskirche
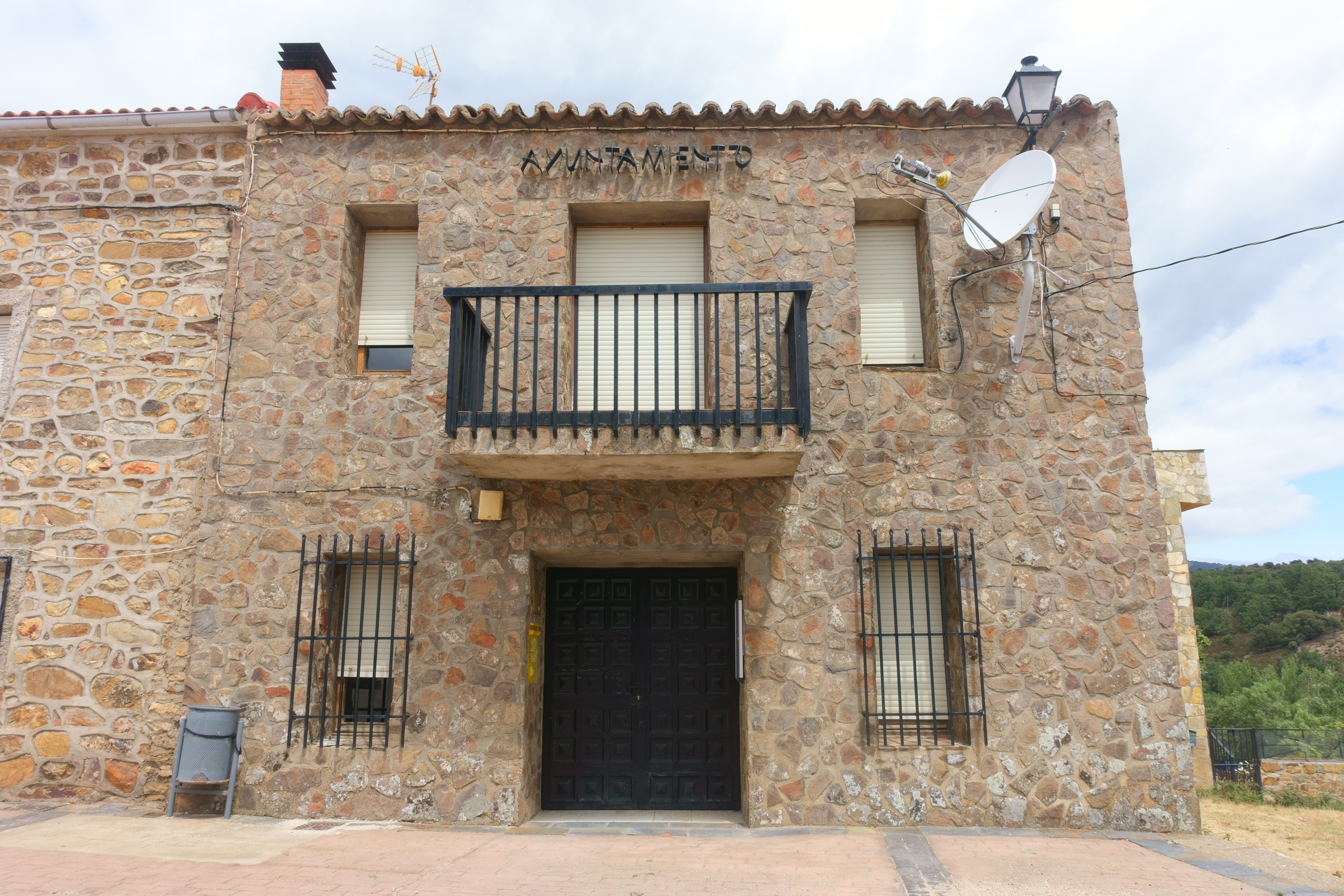
Rathaus

- Sebastianuskirche
- Rathaus